# (35375) 1997 VP1
1997 VP1 (asteroide 35375) é um asteroide da cintura principal. Possui uma excentricidade de 0.10775360 e uma inclinação de 0.87840º.
Este asteroide foi descoberto no dia 1 de novembro de 1997 por Seiji Ueda e Hiroshi Kaneda em Kushiro.